# 브랜디 클라크
브랜디 클라크(Brandy Clark, 1975년 10월 9일 ~ )는 미국의 싱어송라이터이다.